# Seärihjävroaivi
Seärihjävroaivi är en kulle i Finland.   Den ligger i den ekonomiska regionen Norra Lappland och landskapet Lappland, i den norra delen av landet, 1 000 km norr om huvudstaden Helsingfors. Toppen på Seärihjävroaivi är 380 meter över havet.
Terrängen runt Seärihjävroaivi är kuperad västerut, men österut är den platt.  Trakten runt Seärihjävroaivi är nära nog obefolkad, med mindre än två invånare per kvadratkilometer.